# Tajgageting
Tajgageting (Dolichovespula norvegicoides) är en getingart som först beskrevs av Percy Sladen 1918.  Den ingår i släktet långkindade getingar och familjen getingar. Inga underarter finns listade i Catalogue of Life.
Arten är litet studerad, delvis beroende på att den före 1984 troddes vara en form av Dolichovespula alpicola.

## Utseende
Arten har svart grundfärg med gula markeringar, på bakkroppen i form av tvärband. Antennerna är svarta med gul bas; hos hanen endast på den främre delen. Munskölden är gul med ett svart vertikalt band, hos hannen smalare och ingröpt upptill och nertill. Även käkar, panna och ben är gula.

## Ekologi
Den övervintrande drottningen kommer fram ur sitt vinterviste under sen vår eller försommar, och börjar bygga ett bo av papper som hon framställer genom att gnaga av fibrer från trävirke och blanda dem med saliv. Boet byggs i buskage på (eller vanligtvis nära) marken, från 10 till 15 cm, till drygt en meter upp. Boet är litet, upp till drygt en decimeter i diameter.

## Utbredning
Arten finns i Nordamerika från Alaska över Yukon, västra och södra Kanada till USA från Washington, Michigan och Maine samt söderut till Kalifornien, Colorado och North Carolina. I Sverige förekommer arten från sydligaste Norrland norrut längs kusten, samt i fjällkedjan; i Finland påträffad i Nyland och Norra Karelen.